# Bo Mogensen
Bo Mogensen (død december 1423) var biskop i Århus Stift. Han var søn af en borger i Roskilde, Mogens Lang; dog førte såvel Bo som hans brødre adeligt våben.
Da Dronning Margretes højtbetroede rådgiver Peder Jensen Lodehat i 1395 forflyttedes til Roskilde Stift, blev Bo hans efterfølger som biskop i Århus Stift. Det siges, at domkapitlet havde valgt en anden, men at Bo på egen hånd rejste til Rom og blev bispeviet. Formodentlig har dronningen støttet ham; til gengæld hjalp han hende med store lån på 5.000 mark, da han var blevet biskop, og han fik Samsø i pant. I 1407 var pengene dog atter betalt tilbage. Bisgård voldsted har dog taget navn efter bispens korte ejeskab af stedet.
Om Bo's styre som biskop vides intet nærmere. Efter hans død opstod der en strid om hans arv, idet dronning Philippa rejste krav dels på kronens, dels på hans slægtninges vegne. Åkær, som han havde købt, forblev dog under stiftet, indtil det blev inddraget efter reformationen.